# Blair Brown
Blair Brown (ur. 5 marca 1988 w Purcelville) – amerykańska siatkarka. Gra na pozycji atakującej. Obecnie występuje we włoskiej Serie A, w drużynie Foppapedretti Bergamo.

## Kariera
- Penn State University 2007–2010
- Riso Scotti Pavia 2010–2011
- Foppapedretti Bergamo 2012–2013

## Osiągnięcia Klubowe
- Mistrzostwa NCAA:
  -  2007, 2008, 2009, 2010